# Shiraguppi
Shiraguppi är en bondby i Indien.   Den ligger i delstaten Karnataka, i den sydvästra delen av landet, 1 400 km söder om huvudstaden New Delhi. Shiraguppi ligger 1 000 meter över havet och antalet invånare är 25 000.